# رابین شو
شو وان پور (به چینی: 仇雲波، زاده ۱۷ ژوئیه ۱۹۶۰)، معروف به رابین شو، (به انگلیسی: Robin Shou) یک رزمی‌کار و بدل‌کار هنگ کنگی-آمریکایی است. او برای نقش‌هایی مانند لیو کانگ در سری فیلم‌های مورتال کامبت (۱۹۹۵)، مورتال کامبت: نابودی (۱۹۹۷) گوبی در نینجای بورلی هیلز (۱۹۹۷)، ژنرال در مبارزان خیابانی: افسانه چون-لی (۲۰۰۹) و کی-۱۴ در فیلم‌های مسابقه مرگ (۲۰۰۸الی۲۰۱۳). شناخته شده است. او همچنین در اواخر دهه ۱۹۸۰ و اوایل دهه ۱۹۹۰ یک ستاره اکشن هنگ کنگ بود و قبل از ورود به هالیوود در سال ۱۹۹۴ در حدود ۴۰ فیلم در طول دوران حرفه‌ای خود در هنگ کنگ ظاهر شد. شو قبل از حرفه بازیگری، چندین مقام قهرمانی را به عنوان یک رزمی کار به دست آورد.
علاقه رابی شو به هنرهای رزمی در سال‌های دانشجویی در دانشگاه رشد کرد. او پس از تماشای فیلم معبد شائولین (فیلم ۱۹۸۲) با بازی جت لی شروع به تمرین ووشو کرد. او به زودی تبدیل به یک بدلکار هنگ کنگ شد. شو به عنوان یک رزمی کار در سال‌های ۱۹۸۲ و ۱۹۸۳ قهرمان بین‌المللی رزمی شد و چندین مدال طلا و نقره را در مسابقات معتبر چین کسب کرد. او همچنین یک قهرمان بزرگ رزمی سنتی در کالیفرنیا بود.